# Gymnopilus spinulifer
Gymnopilus spinulifer là một loài nấm thuộc họ Cortinariaceae.